# 馮運泰
冯运泰（？—？），號六符，直隶永平府滦州人。

## 生平
弱冠中万历三十一年（1603年）癸卯科顺天乡试举人，声誉籍甚，事继母以孝闻，笃友爱。登四十七年（1619年）己未科進士，官堂邑县知县，调聊城县，以和静恺悌为治，恤民造士，两邑争尸祝之。升工部主事，监修三殿，综核勤密，省帑金数万两，叙功擢光禄寺少卿，升太仆寺卿，乞假归省视亲，以违限夺官。崇祯三年（1630年）正月初四日，清兵破永平府，接着陷滦州，知州杨濂自刎，冯运泰先行遁逃。次年，杨嗣昌巡抚永平，冯运泰、魏元勲等人被逮问。卒祀乡贤。子冯显谟，荫生。
墓在城西四里冯家坎西。

## 家族
曾祖馮叙，經歷。祖馮餘慶，官西华知县，捐貲千金建长桥于治城，以利涉，归施义田用济贫族，以孙运泰贵，赠太仆寺卿，祀乡贤。长山知县馮斗華（字应垣、万历丁酉举人）长子。弟冯运皞，字惺初，由恩贡选充八旗教习，考授河南夏县知县，卒年七十七。